# Søren Sørensen (landstingsmedlem)
 Der er flere personer med dette navn, se Søren Sørensen.
Søren Sørensen (født 17. oktober 1801 i Assens Sogn, død 8. november 1892 på Frederiksberg) var en dansk skolemand og politiker.
Han var søn af fæstegårdmand Søren Mortensen i Assens Sogn ved Horsens, hvor han blev født. Efter at have været på Palsgård godskontor 1816-21 kom han på Brahetrolleborg Seminarium, hvorfra han dimitteredes 1824, og var derpå huslærer, indtil han 1826 oprettede en drengeskole i Odense, der 1837 organiseredes som en realskole, den første i Danmark. Han var medbestyrer af denne til 1855, derefter branddirektør til 1872 og levede sine sidste år på Frederiksberg, hvor han døde 8. november 1892. Som medlem af borgerrepræsentationen i Odense (fra 1841) og en tid lang dens formand oprettede han en købstadkommunalforening for Fyn. 1849-53 var han landstingsmand for 6. valgkreds.
Sørensen var medudgiver af Tidsskrift for Almueskolevæsen 1834-39, det første af lærere udgivne danske skoleblad, og samlede 1840 de mindre lærerforeninger på Fyn til en forening for hele stiftet. Foruden nogle skolebøger og mange bladartikler om kommunal- og skoleforhold skrev han Om Undervisning for vordende Borgere (1840), med forslag til at oprette borgerskoler i alle købstæder og realskoler i de større, samt Lege- og Forberedelsesskoler (1854), hvor han i tilslutning til Johann Heinrich Pestalozzi og Friedrich Fröbel anbefalede ordnede lege, anskuelsesundervisning, fortælling og sang som den første undervisning for småbørn. På dette område var Sørensen banebrydende hos os. Han ægtede 11. februar 1826 Nicoline Christine Widding (28. marts 1803 – 17. november 1881), datter af skovrider på Ulriksholm Lorents Widding.
Der findes et litografi fra 1869 udført af I.W. Tegner & Kittendorff.